# Radio Ukraine International
«Radio Ukraine International» (RUI) — міжнародний радіоканал у складі Національної суспільної телерадіокомпанії України. Передачі п'ятьма мовами (румунською, болгарською, гагаузькою, словацькою та білоруською) готуються Головною редакцією програм іноземними мовами Українського Радіо. Радіостанція не має окремих повноцінних мовних версій, усі варіанти йдуть на одному каналі в різний час.

## Історія
Передачі іномовлення для української діаспори розпочались у 1950 році під назвою «Радіо Київ». Згодом були додані програми англійською (з 1962), німецькою (з 1966) та румунською (з 1970). Необхідність появи конкретних іноземних мов на радянському радіо мотивувалася лише політичними й ідеологічними потребами офіційної Москви.
1991-й став останнім роком українського радянського іномовлення. Після набуття Україною Незалежності «Радіо Київ» стало представником суверенної української держави у світовому інформаційному просторі[ненейтрально]. Українське іномовлення було перейменовано на Всесвітню службу радіомовлення України з ефірною назвою «Радіо Україна» (Radio Ukraine International для іншомовних редакцій). Станом на 1991 рік радіопрограми для закордонних країн звучали щодня в ефірі 7,5 годин. Транслювалися на країни Західної Європи та Північної Америки українською, румунською, англійською та німецькою мовами.
Початково мовлення велося з території України на багатьох частотах на коротких (остаточно скасовано в травні 2011 року) та середніх хвилях. Пізніше було запроваджено мовлення через Інтернет на сайті НРКУ та через супутники.
10 грудня 2014 року на сайті Національної радіокомпанії України було повідомлено про початок мовлення російською мовою на середньохвильовій частоті 1431 кГц та в Інтернеті. Мовлення російською на частоті 1431 кГц розпочалося 10 грудня 2014 року й припинилося 1 лютого 2018 року. 1 лютого 2021 року мовлення на середніх хвилях (549 кГц) було відновлено, але через брак коштів передавач був відключений вже 31 грудня.
Навесні 2022 року, у зв'язку із російським вторгненням в Україну, формат мовлення RUI був кардинально змінений, тепер представляючи собою лише випуски новин та короткометражні рубрики. Було розпочато мовлення польською, болгарською, угорською, словацькою та білоруською. З ініціативи Литви розпочалась ретрансляція RUI на середніх хвилях через передавач у цій країні. З 30 липня 2023 року скасовано мовлення російською, з 1 жовтня 2023 року — німецькою, з 21 квітня 2024 року — англійською, з 14 вересня 2024 року — польською, з 16 травня 2025 року — угорською.

## Платформи мовлення
- онлайн http://radio.ukr.radio:8000/ur4-mp3
- на середніх хвилях — в Європі на 1386 кГц з 00:00 до 06:30 за київським часом[17]